# 연비

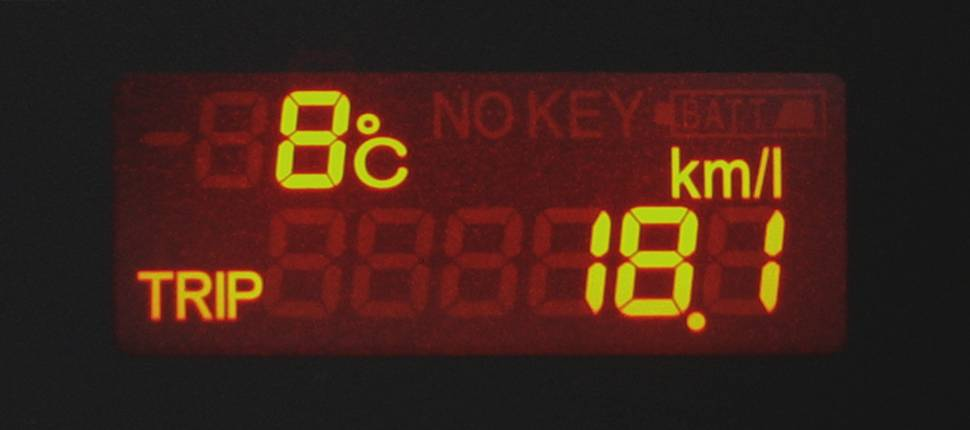
2006년 혼다 에어웨이브의 연료 소비 모니터

연비(燃比)는 열의 효율을 뜻하며, 연료내의 잠재적인 에너지를 운동에너지 또는 일로 바꾸는 효율이다. 전반적으로 연비는 어떠한 에너지 변환장치(예를 들어 내연기관, 증기기관 등)를 쓰는지, 또는 동일한 장치를 어떻게 쓰는지에 따라 다르다. 이러한 연비 또는 열효율의 변화는 에너지 단면도로 표현할 수 있다. 화력발전소나 하버법을 사용하는 암모니아 생성공장 같은 산업설비(비수송설비)의 경우 전체 설비를 통합하여 효율을 계산하기 때문에 상대적으로 연비가 높은 편이다.
반면에 운송시설(차량)의 경우, 연비는 개별적인 차량 한 대당 이동거리를 소비한 연료에 나누어 (일부 국가에서는 이와는 반대로 소비한 연료를 이동거리로 나누어 계산) 그 효율을 산출해내고 있다. 국가별 연비계산법의 기준이 다른데, 미국에서는 mpg(Miles per Gallon)를 쓰고 있으며 한국, 일본, 브라질, 인도와 같은 아시아ㆍ남아메리카 지역은 km/L(Kilometres per Litre), 유럽, 캐나다, 오스트레일리아와 뉴질랜드에서는 L/100km(Litres per 100Kilometres), 노르웨이와 스웨덴에서는 Litres per Mil(스칸디나비아 마일)을 사용한다. 연비에 영향을 많이 주는 요소는 적재물의 무게(승차인원)이다.

## 차량 설계
차량의 기본 설계에서 연비에 영향을 주는 요소는 크게 엔진, 공기저항, 자체무게 그리고 마찰력이다. 이 네 가지 요소는 차량의 발명 이후 지금까지 끊임없는 연구를 통하여 개선되어왔다. 최근에는 엔진의 효율을 극대화하기 위하여 하이브리드 기관의 연구가 끊임없이 펼쳐지고 있다.

## 전체 효율
전체효율(Fleet Efficiency)은 자동차 집단의 평균적인 효율이다. 연비에 관련한 기술이 발전한다 해도 연비가 좋지 않은 중형차가 많아진다면 전체 효율은 제자리 걸음을 할 수 밖에 없다.

## 에너지 효율의 정의
에너지 효율은 연비와 비슷한 개념이지만, 투입되는 에너지를 BTU(British Thermal Units), J(Joules), Cal(Calories) 또는 Wh(Watt-hours)의 단위로 나타낸다. "에너지 효율"의 역의 개념은 "에너지 강도"이다. 이것은 또한 MJ/승차인원수-km(인원수송 시), BTU/톤-mile(화물 수송시), GJ/t(철의 생산 시), BTU/kWh(전기 생산 시) 또는 L/100km(차량이동 시)의 출력을 내기 위한 입력되는 에너지의 양이기도 하다. 여기서 100km당 L(L/100km) 또한 "에너지 강도"의 측정 방법이다. 입력이 에너지(연료)의 양이고 출력이 이동한 거리이기 때문이다.

## 단위 환산
US 갤런
- 1 mpg ≈ 0.425 km/L
- 235.2/mpg ≈ L/100 km
- 1 mpg ≈ 1.201 mpg (imp)

임페리얼 갤런
- 1 mpg ≈ 0.354 km/L
- 282/mpg ≈ L/100 km
- 1 mpg ≈ 0.833 mpg (US)

### mpg 대비 환산
| mpg (imp) | mpg (US) | km/L | L/100 km |
| --------- | -------- | ---- | -------- |
| 5         | 4.2      | 1.8  | 56.5     |
| 10        | 8.3      | 3.5  | 28.2     |
| 15        | 12.5     | 5.3  | 18.8     |
| 20        | 16.7     | 7.1  | 14.1     |
| 25        | 20.8     | 8.9  | 11.3     |
| 30        | 25.0     | 10.6 | 9.4      |
| 35        | 29.1     | 12.4 | 8.1      |
| 40        | 33.3     | 14.2 | 7.1      |
| 45        | 37.5     | 15.9 | 6.3      |
| 50        | 41.6     | 17.7 | 5.6      |
| 55        | 45.8     | 19.5 | 5.1      |
| 60        | 50.0     | 21.2 | 4.7      |
| 65        | 54.1     | 23.0 | 4.3      |
| 70        | 58.3     | 24.8 | 4.0      |
| 75        | 62.5     | 26.6 | 3.8      |
| 80        | 66.6     | 28.3 | 3.5      |
| 85        | 70.8     | 30.1 | 3.3      |
| 90        | 74.9     | 31.9 | 3.1      |
| 95        | 79.1     | 33.6 | 3.0      |
| 100       | 83.3     | 35.4 | 2.8      |

| mpg (US) | mpg (imp) | km/L | L/100 km |
| -------- | --------- | ---- | -------- |
| 5        | 6.0       | 2.1  | 47.0     |
| 10       | 12.0      | 4.3  | 23.5     |
| 15       | 18.0      | 6.4  | 15.7     |
| 20       | 24.0      | 8.5  | 11.8     |
| 25       | 30.0      | 10.6 | 9.4      |
| 30       | 36.0      | 12.8 | 7.8      |
| 35       | 42.0      | 14.9 | 6.7      |
| 40       | 48.0      | 17.0 | 5.9      |
| 45       | 54.0      | 19.1 | 5.2      |
| 50       | 60.0      | 21.3 | 4.7      |
| 55       | 66.1      | 23.4 | 4.3      |
| 60       | 72.1      | 25.5 | 3.9      |
| 65       | 78.1      | 27.6 | 3.6      |
| 70       | 84.1      | 29.8 | 3.4      |
| 75       | 90.1      | 31.9 | 3.1      |
| 80       | 96.1      | 34.0 | 2.9      |
| 85       | 102.1     | 36.1 | 2.8      |
| 90       | 108.1     | 38.3 | 2.6      |
| 95       | 114.1     | 40.4 | 2.5      |
| 100      | 120.1     | 42.5 | 2.4      |

### km/L 및 L/100km 대비 환산
| L/100 km | km/L  | mpg (US) | mpg (imp) |
| -------- | ----- | -------- | --------- |
| 1        | 100.0 | 235.2    | 282.5     |
| 2        | 50.0  | 117.6    | 141.2     |
| 3        | 33.3  | 78.4     | 94.2      |
| 4        | 25.0  | 58.8     | 70.6      |
| 5        | 20.0  | 47.0     | 56.5      |
| 6        | 16.7  | 39.2     | 47.1      |
| 7        | 14.3  | 33.6     | 40.4      |
| 8        | 12.5  | 29.4     | 35.3      |
| 9        | 11.1  | 26.1     | 31.4      |
| 10       | 10.0  | 23.5     | 28.2      |
| 15       | 6.7   | 15.7     | 18.8      |
| 20       | 5.0   | 11.8     | 14.1      |
| 25       | 4.0   | 9.4      | 11.3      |
| 30       | 3.3   | 7.8      | 9.4       |
| 35       | 2.9   | 6.7      | 8.1       |
| 40       | 2.5   | 5.9      | 7.1       |
| 45       | 2.2   | 5.2      | 6.3       |
| 50       | 2.0   | 4.7      | 5.6       |
| 55       | 1.8   | 4.3      | 5.1       |
| 60       | 1.7   | 3.9      | 4.7       |

| km/L | L/100 km | mpg (US) | mpg (imp) |
| ---- | -------- | -------- | --------- |
| 5    | 20.0     | 11.8     | 14.1      |
| 10   | 10.0     | 23.5     | 28.2      |
| 15   | 6.7      | 35.3     | 42.4      |
| 20   | 5.0      | 47.0     | 56.5      |
| 25   | 4.0      | 58.8     | 70.6      |
| 30   | 3.3      | 70.6     | 84.7      |
| 35   | 2.9      | 82.3     | 98.9      |
| 40   | 2.5      | 94.1     | 113.0     |
| 45   | 2.2      | 105.8    | 127.1     |
| 50   | 2.0      | 117.6    | 141.2     |
| 55   | 1.8      | 129.4    | 155.4     |
| 60   | 1.7      | 141.1    | 169.5     |
| 65   | 1.5      | 152.9    | 183.6     |
| 70   | 1.4      | 164.7    | 197.7     |
| 75   | 1.3      | 176.4    | 211.9     |
| 80   | 1.3      | 188.2    | 226.0     |
| 85   | 1.2      | 199.9    | 240.1     |
| 90   | 1.1      | 211.7    | 254.2     |
| 95   | 1.1      | 223.5    | 268.4     |
| 100  | 1.0      | 235.2    | 282.5     |

## 같이 보기
- 배터리식 전기자동차
- 튜닝카
- 에너지 절약
- 마이크로 자동차
- 플러그인 하이브리드